# Emre Aşık
Emre Aşık est un footballeur international turc né le 13 décembre 1973 à Bursa. Il évolue au poste de défenseur central. Il est actuellement retraité.

## Biographie

### Carrière nationale
Emre Aşık est formé au club de Sönmez Filamentspor, club de la ville de Bursa.
Le 26 mai 1991, à l'âge de 17 ans, il joue son premier match avec le club de Sönmez Filamentspor en troisième division turque contre Edremit Belediyespor, défaite 3-1.
Le 1er juin 1992, à l'âge de 18 ans, il signe son premier contrat professionnel pour le club de Sönmez Filamentspor, club de troisième division turque.
Le 20 juillet 1992, à l'âge de 18 ans, il est repéré par le club de Balıkesirspor, club de deuxième division turque et s'engage avec ce dernier. Le 30 août 1992, il joue son premier match avec Balıkesirspor contre le club de Bucaspor, défaite 0-1 à domicile. Le 9 septembre 1992, il marque son premier but sous les couleurs de Balıkesirspor contre le club de Muğlaspor, victoire 3-2 à domicile.
Le 8 juin 1993, à l'âge de 19 ans, il est transféré au club de Fenerbahçe SK, club de première division turque. Le 11 août 1993, il marque son premier but sous les couleurs de Fenerbahçe contre le club de Trabzonspor en match de coupe à la 109e minute du match, victoire de Fenerbahçe SK 1-0. Le 29 août 1993, il joue pour la première fois en première division turque contre le club de Altay, victoire 2-1 à l'extérieur.
Le 1er juin 1996, à l'âge de 21 ans, il signe pour le club d'Istanbulspor, club de première division turque. Le 11 août 1996, il joue son premier match avec Istanbulspor contre Antalyaspor, victoire 1-0 à domicile.
Le 1er juin 2000, à l'âge de 25 ans, il signe pour le prestigieux club de Galatasaray SK. Le 19 août 2000, il joue son premier match avec Galatasaray contre Erzurumspor, victoire 7-0 à domicile.
Le 20 juin 2003, à l'âge de 28 ans, il signe pour le club de Beşiktaş JK. Le 24 août 2003, il dispute son premier match sous les couleurs de Beşiktaş contre Ankaragücü, victoire 3-0 à domicile.
Le 10 février 2006, à l'âge de 31 ans, lors du mercato d'hiver, il retourne au club de Galatasaray SK.
Le 3 septembre 2007, à l'âge de 32 ans, il est prêté au club de Ankaraspor pour une saison.
Le 1er juin 2008, à l'âge de 33 ans, il retourne de son prêt au club de Galatasaray SK.

### Carrière internationale
Emre Aşık joue avec les sélections turques des -18 ans, -21 ans, Olympique puis évolue finalement avec l'équipe nationale de Turquie A.
Le 27 février 1992, il reçoit sa première sélection avec la Turquie -18 ans contre la Roumanie -18 ans, pour un match nul 0-0 à domicile.
Le 19 février 1992, il reçoit sa première sélection avec la Turquie -21 ans contre l'Italie -21 ans, pour une défaite 0-1 à domicile.
Le 24 juin 1993, il reçoit sa première et dernière sélection avec la Turquie Olympique lors d'un match comptant pour les Jeux Méditerranéens, une victoire 1-0 à l'extérieur contre la France Olympique.
Le 27 octobre 1993, à l'âge de 18 ans, il reçoit sa première sélection avec l'équipe nationale de Turquie contre la Pologne, victoire 2-1 à domicile. Le 29 mars 1995, il marque son premier but sous le maillot de la Turquie contre la Suède, victoire 2-1 à domicile.
Il est sélectionné par Şenol Güneş pour participer à la Coupe du monde de football 2002.
Il est sélectionné par Fatih Terim pour participer à l'UEFA Euro 2008.

## Palmarès

### En sélection
- Vainqueur de l'Euro -18 ans en 1992 avec la Turquie -18 ans
- Participation à la Coupe du monde -20 ans en 1993
- Vainqueur des Jeux méditerranéens en 1993 avec la Turquie Olympique
- Troisième de la Coupe du monde de football 2002
- Demi-finaliste de l'Euro 2008

### En club
- Champion de Turquie en 1996 avec Fenerbahçe
- Champion de Turquie en 2002 et 2006 avec Galatasaray
- Vainqueur de la Supercoupe de l'UEFA en 2000 avec Galatasaray
- Vainqueur du Başbakanlik Kupasi en 1993 avec Fenerbahçe
- Vainqueur du TSYD Kupasi en 1995 et 1996 avec Fenerbahçe